# 寺田浩子
寺田 浩子（てらだ ひろこ、1984年9月2日 - ）は、日本の女優である。兵庫県出身。
有限会社Bright業務提携。

## 来歴・人物
- 2010年、「さっき、その席で誰かが」のオムニバス公演の中で3人芝居に出演。
- 2011年、真夏の夜の夢[2]に出演。森の女王・タイテーニア役を好演。初のミュージカルにしてソロを含む3曲を歌い上げる。
- 2012年、映画のオーディションと銘打って行われた新人デビュープロジェクトに参加[3]。12月21日の19時女子プロレスにて世羅りさとエキシビジョン。
デビュー出来ないだろうと思われていた劣等生のデビューが生中継内で決定した。同年12月31日の後楽園ホール大会でデビュー戦を行ったが、2013年3月29日、プロジェクトメンバー3名と共にプロレス卒業を発表。
- 即興芝居「アクトレース」に出場。下北FM[4]、マシェリバラエティ出演[5]。第10戦では、個人MVPを獲得。
舞台出演で遅れてチーム入りした為、サミットクラブムラコに「遅れてきた大砲」という異名をつけられる[6]。
- 2013年は映像・舞台を含め3本ヒロインを務めている[7]。
- 映画「THE NEXT GENERATION -パトレイバー-」にレギュラー出演。眼鏡女子整備員としてネットを賑わせている[8]。

## 出演

### 映画
- 「百万円と苦虫女」(2008年) - 映画館もぎり
- 「R-18文学賞vol.1〜自縄自縛の私〜」(2013年)
- 「人類資金」(2013年)
- 「メタルカ–METALCA- 」(2014年) - HANAJIファン役
- 「捨てがたき人々」(2014年)
- 「太陽からプランチャ」(2014年) - 先輩プロレスラー 役
- 「THE NEXT GENERATION -パトレイバー-」 - 整備員寺田 役
  - 「THE NEXT GENERATION -パトレイバー-」短編シリーズ(2014年) - レギュラー
  - 「THE NEXT GENERATION パトレイバー首都決戦」(2015年)
- 「GREATFUL DEAD」(2014年)
- 「紙の月」(2014年) - 同僚銀行員
- 「春子超常現象研究所」(2014年) - 風船お母さん役
- 「木屋町DARUMA」(2015年)
- 「流し屋 鉄平」(2015年) - 居酒屋の客A役
- 「流し屋 鉄平スピンオフ あゆれでぃべいべぇ」(2015年) - 衣装部 松下麗子役
- 「ラブ&ピース」(2015年)
- 「イニシエーション・ラブ」(2015年) - 同僚役
- 「リアル鬼ごっこ」(2015年) - 教師役
- 「おいしくいただきました。」(2016年) - 紘子役
- 「劇場版 ウルトラマンX きたぞ!われらのウルトラマン」(2016年) - クレオパトラ役
- 「はっぴーうぇでぃんぐ」(2017年) - 同僚役
- 「アリーキャット」(2017年) - 保育士役
- 「獣道」(2017年) - 看護師役
- 「三尺魂」(2017年) - 看護師役
- 「リベンジgirl」(2017年) - 演説に立ち止まる主婦役
- 「生きる街」(2018年) - みつえ役
- 「今夜、ロマンス劇場で」(2018年) - 女優役
- 「検察側の罪人」(2018年) - 女性警察官役
- 「人魚の眠る家」(2018年) - 主婦友役
- 「アウト＆アウト」(2018年) - シンポジウム司会者役
- 「ギャングース」(2018年) - 運び屋役
- 「水上のフライト」（2020年） - 麗香専属サブコーチ役
- 「AI崩壊」（2020年） - 浅見玲子役
- 「燃えよ剣」（2021年） - 声の出演
- 「ヒノマルソウル〜舞台裏の英雄たち〜」（2021年） - リポーター役
- 「消えない虹」（2022年） - 女性刑事役
- 「仮面ライダーギーツ×リバイス MOVIEバトルロワイヤル」（2022年） - とどろき美咲役
- 「ナニワ金融道 ～銭と泪と権利と女～」（2022年） - 林田朋美役
- 「イチケイのカラス」（2023年）
- 「マリッジカウンセラー」（2023年） - 寺井役
- 「みんな生きている ～二つ目の誕生日～」（2023年） - 石川礼子役
- 「クレイジークルーズ」（2023年）

### テレビドラマ
- 「スパモク!!」ラブネプSP（2012年、TBS） - めぐみ役
- 「ウソのような本当の瞬間!30秒後に絶対見られるTV」（2013年、テレビ東京）
- 「最強のオンナ」（2014年10月5日、毎日放送） - 新橋1号店アルバイト[9]
- 「信長協奏曲」第4話（2014年11月3日、フジテレビ） - 斎藤龍興の遊女役[10]
- 「わが家」（2015年1月4日、毎日放送・TBS）
- 「ワーキングデッド 〜働くゾンビたち〜」第12話（2014年12月18日、BSジャパン） - 靖子役[11]
- 「びったれ!!!」第2話（2015年1月、テレビ神奈川)
- 「太鼓持ちの達人〜正しい××のほめ方〜」（2015年1月 - 3月、テレビ東京） - スーパーの店員 如月役
- 「ランチのアッコちゃん」第4話（2015年5月12日、NHK BSプレミアム）
- 「エイジハラスメント」第3話（2015年7月23日、テレビ朝日） - 山川会
- 「民王」第6話（2015年9月4日、テレビ朝日） - アナウンサー 役
- 「ホテルコンシェルジュ」第9・10話（2015年9月、TBS）
- 「しんがり〜山一證券 最後の聖戦〜」第1話（2015年9月20日 - 、連続ドラマW）
- 「HiGH&LOW〜THE STORY OF S.W.O.R.D.〜」
  - 「HiGH&LOW〜THE STORY OF S.W.O.R.D.〜」第4話.第6話（2015年10月21日 - 12月23日、日本テレビ）
  - 「HiGH&LOW〜THE STORY OF S.W.O.R.D.〜」Season2 第4話（2016年5月14日、日本テレビ） - 看護師 安西薫役
- 「誤断」最終話（2015年12月27日、WOWOW） - 記者役
- 「最高のオヤコ」（2016年1月10日、毎日放送）
- 「まかない荘」（2016年5月23日、名古屋テレビ） - 田舎カップル　智恵役
- 「世にも奇妙な物語 16 春の特別編」通いの軍隊（2016年5月28日、フジテレビ） - 兵士役（ママ）
- 「あらすじ名作劇場」どん底（2016年8月17日、BS朝日） - カレン役
- 「脚本家と女刑事」（2016年8月29日、読売テレビ)[12]
- 「スーパーサラリーマン左江内氏」 第９話（2017年3月11日、日本テレビ） - ラーメン屋の客役
- 「男の操」第4話（2017年12月3日、NHK）
- 「咲-Saki-阿知賀編episode of side-A」第4局（2017年12月29日、TBS）- 記者役
- 「ふたりモノローグ」第2話（2018年1月17日、TOKYO MX）
- 「明日の君がもっと好き」第5話（2018年2月24日、テレビ朝日）- 女刑事役
- 「隣の家族は青く見える」第9話（2018年3月15日、フジテレビ）- 看護師役
- 「絶対零度～未然犯罪潜入捜査～」第2話（2018年7月16日、フジテレビ）- 子供食堂スタッフ役
- 「Jimmy〜アホみたいなホンマの話〜」第1話（2018年7月20日、Netflix）
- 「ミステリースペシャル「満願」」最終夜「満願」（2018年８月16日、NHK） - 刑務官役
- 「仮面ライダージオウ」第3話（2018年9月16日、テレビ朝日） - 看護師役
- 「相棒」season17 第11話（2019年1月16日、テレビ朝日） - 村田美沙役
- 「後妻業」第1.2話（2019年1月22日、フジテレビ） - 微笑スタッフ役
- 「スキャンダル専門弁護士 QUEEN」第4話（2019年1月31日、フジテレビ） - 怜の担任役
- 「のの湯」第8話（2019年6月12日、BS12） - ペットショップ店員役
- 「ピュア! 〜一日アイドル署長の事件簿〜」第1話（2019年8月13日、NHK） - 母親役
- 「連続殺人鬼カエル男」第4話（2020年1月31日、カンテレ） - 婦警役
- 「35歳の少女」第7話（2020年11月21日、日本テレビ） - 母役
- 「春の呪い」第1-4話（2021年5月22日 - 6月26日、テレビ東京） - 手作りパン工房の同僚役
- 「全裸監督シーズン２」第4.7.8話（2021年6月24日 -、Netflix） - スチールカメラマン役
- 「家、ついて行ってイイですか？」最終話（2021年9月25日、テレビ東京） - 司会者役
- 「正義の天秤」最終話（2021年10月23日、NHK総合） - 女性検事役
- 「ケイ×ヤク －あぶない相棒 - 」第2話（2022年1月20日、読売テレビ） - 看護師役
- 「寂しい丘で狩りをする」第3話（2022年5月7日、テレビ東京） - 看護師役
- 「個人差あります」第2話（2022年8月13日、東海テレビ） - 受付役
- 「夕暮れに、手をつなぐ」第4話（2023年2月7日、TBS）
- 「その結婚、正気ですか？」第1話（2023年08月07日、TOKYO MX） - 司会者役
- 「ハレーションラブ」第8話（2023年9月23日、テレビ朝日） - 女性警官役
- 「トークサバイバー！シーズン2」第4話（2023年10月10日、Netflix）
- 「ダブルチート 偽りの警官 Season1」第7話（2024年6月7日、テレビ東京・WOWOW） - みつきの母 役[13]
- 「降り積もれ孤独な死よ」第5話（2024年8月4日、読売テレビ・日本テレビ系） - 画商 役[14]
- 「DOCTOR PRICE」第4話（2025年8月3日、読売テレビ・日本テレビ） - 森栄会病院 事務員 役[15]

### ウェブドラマ
- カメラを止めるな! スピンオフ「ハリウッド大作戦!」（2019年3月2日、AbemaTV）

### ラジオ
- 「らじどらッ!〜夜のドラマハウス〜」レンタルおやじ第3話「リン」（ニッポン放送：2016年3月16日）- リン役

### 舞台
- 2010年　シアターノーチラス「さっき、その席で誰かが」〜長い夜〜
- 2010年　DEAD STOCK UNIONプロデュース「民宿チャーチの熱い夜8」 - 井上紗那役
- 2010年　DEAD STOCK UNIONプロデュース「おだやかに にぎやかに」 - 李役
- 2011年　郡司企画ミュージカル「真夏の夜の夢 LOVE2011」 - タイテーニア役
- 2011年　DEAD STOCK UNIONプロデュース「きっと。そしてずっと」  - 須田玲奈役
- 2012年　劇団EASTONES「Fire Ball Men 火の玉兄さんの逆襲」  - おしか役
- 2012年　後楽園ホール 女子プロレスデビュー
- 2012年　劇団23「坂本竜馬」 -  ヒロイン・平井加尾役
- 2013年　劇団歴史新大陸「三揃いの剣〜宮本武蔵と佐々木小次郎」- ヒロイン・小百合役
- 2013年　即興芝居「アクトレース」 - 第10戦　個人MVP獲得[16]
- 2018年　プレイユニットA→XYZ「200億の客船」- 鈴木えみこ役

### 監督
- 2016年 「ウチの家族は見逃せない」
- 2016年 「三輪江一は鋭意執筆中」